# Med-View Airline
A Med-View Airline é uma companhia aérea com sede em Lagos, Nigéria.

## História
A companhia aérea foi fundada em 2007 como uma companhia aérea charter, operando principalmente voos Haje, e oferece serviços domésticos de passageiros desde novembro de 2012. Desde então, expandiu-se para rotas de passageiros regulares de longa distância e regionais. A Med-View Airline Plc foi listada na Bolsa de Valores da Nigéria em 31 de janeiro de 2017.
A companhia aérea demitiu 90% de seus funcionários entre novembro de 2017 e junho de 2018. Em abril de 2018, a Medview Airline suspendeu as operações de voos internacionais, principalmente devido a dívidas e redução de aeronaves. 
Em outubro de 2018, Medview teria demitido mais de 100 funcionários alguns dos quais deviam cerca de 6 meses de salários.
A companhia aérea está atualmente banida de operar na União Europeia.

## Frota

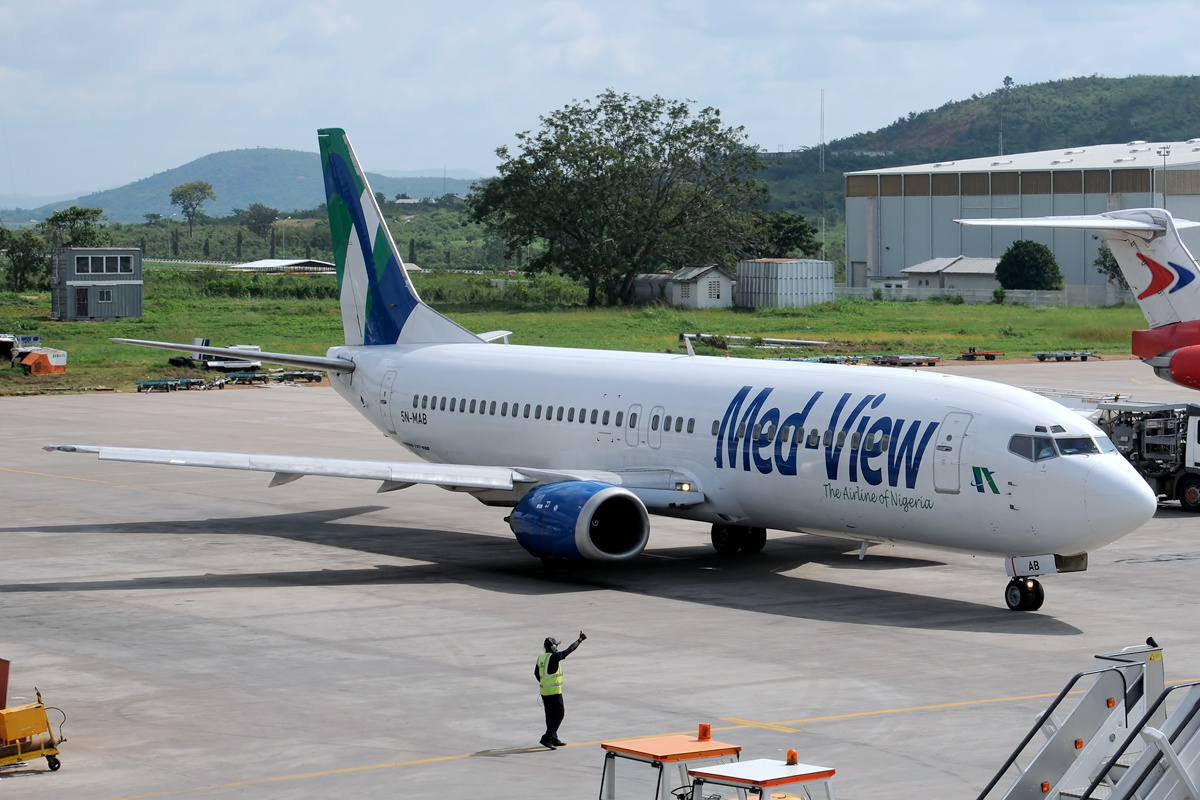
Um Boeing 737-400 da Med-View Airline

Em fevereiro de 2021, a frota da Med-View Airline consistia nas seguintes aeronaves:
| Aeronaves        | Em Serviço | Ordens | Passageiros | Notas |
| ---------------- | ---------- | ------ | ----------- | ----- |
| Boeing 737-400   | 2          | –      | 168         |       |
| Boeing 737-500   | 1          | –      | 120         |       |
| Boeing 777-200ER | 1          | –      | 323         |       |
| Total            | 4          | 0      |             |       |